# Francisco Tomic
Francisco Tomic Errázuriz (6 de diciembre de 1958) es un economista, ingeniero, investigador, dirigente gremial y empresario chileno, presidente del Consejo Minero de su país entre 1998 y 2000.
Nació como el menor de los nueve hijos del abogado Radomiro Tomic, quien fuera candidato a la Presidencia de su país en 1970 en representación del Partido Demócrata Cristiano.

## Formación
Estudió en el Colegio San Ignacio de la capital, pero, a raíz del trabajo de su padre en la Conferencia de las Naciones Unidas sobre Comercio y Desarrollo (Unctad), debió finalizar su secundaria en un colegio de Ginebra, Suiza.
A comienzos de los años '80 obtuvo el grado de bachiller por economía en la Universidad de Sussex, Reino Unido. Entre 1981 y 1987 realizó un posgrado en ingeniería en la Universidad de Stanford, Estados Unidos, entidad donde tiempo después obtendría un Ph.D en educación y economía.

## Carrera profesional
Volvió a Chile en 1987, año en que ingresó como investigador asociado de la Cepal. Luego trabajó en Minera Pudahuel, fue gerente general de CB Inmobiliaria y presidió el comité latinoamericano de la minera Cyprus AmaxChile. Participaba en esta última cuando, en 1998, encabezó la creación del Consejo Minero, ente gremial del que fue su primer presidente.
Luego fue contratado por la anglo-australiana BHP Billiton para desempeñarse como vicepresidente de comercialización y asuntos corporativos de Minera Escondida y como vicepresidente de la multinacional en Chile, puesto en el que alcanzó a permanecer cerca de dos años.
En 2002 fue reclutado por Juan Villarzú para asumir como vicepresidente corporativo de Desarrollo Humano y Finanzas de la estatal Codelco-Chile, cargo que cambió su denominación a Desarrollo Humano e Inversiones a partir mediados de 2006. Renunció a esta responsabilidad a partir de junio de 2010.
En febrero de 2011 se incorporó a la australiana PanAust como presidente ejecutivo para Sudamérica.
Contrajo matrimonio con Dominique Pascal con la que tuvo tres hijos: Nicolás, Martín. El matrimonio se disolvió el 2009.

## Nota
1. ↑  Cyprus AmaxChile era propietaria del 51% del yacimiento El Abra.